# Pian di Palma
Pian di Palma è una zona pianeggiante situata vicino al fiume Albegna, a nord-ovest di Saturnia, nel comune di Manciano, in provincia di Grosseto.
In questa zona è presente la necropoli etrusca del Puntone risalente al VII-V secolo a.C. composta quasi esclusivamente da tombe a tumulo realizzate con lastre di travertino: l'antico insediamento portava il nome di Palmule.
Non lontano dalla necropoli si trova l'area delle Caldine o Scogli del Bagno Santo, ai piedi di un dirupo in travertino sgorgava sino agli anni quaranta una sorgente di acqua calda sulfurea, qui erano state costruite due vasche dove molta gente andava a fare i bagni per curare le malattie della pelle, da questo la località ha preso il nome di Scogli del Bagno Santo. Le testimonianze sono tuttora visibili, in quanto ogni persona che veniva guarita dalle acque lasciava una piccola croce incisa sulla parete di travertino, poi, in seguito a movimenti tellurici, la sorgente è deviata ed attualmente sgorga a circa 200-300 metri di distanza in mezzo ad un campo.